# Velká Británie na Letních olympijských hrách 1936
Velkou Británii na Letních olympijských hrách v roce 1936 v německém Berlíně reprezentovalo 208 sportovců (171 mužů a 37 žen) ve 17 sportovních odvětvích.

## Medailová umístění
| Medaile | Jméno                                                                           | Sport      | Disciplína                       |
| ------- | ------------------------------------------------------------------------------- | ---------- | -------------------------------- |
| Zlato   | Miles Bellville Christopher Boardman Russell Harmer Charles Leaf Leonard Martin | Jachting   | Třída 6 m                        |
| Zlato   | Jack Beresford Dick Southwood                                                   | Veslování  | Muži dvojskif                    |
| Zlato   | Godfrey Brown Godfrey Rampling Freddie Wolff Bill Roberts                       | Atletika   | Muži štafeta 4 × 400 m           |
| Zlato   | Harold Whitlock                                                                 | Atletika   | Muži chůze 50 km                 |
| Stříbro | Alan Barrett Thomas Bristow Peter Jackson John Sturrock                         | Veslování  | Muži čtyřka bez kormidelníka     |
| Stříbro | Godfrey Brown                                                                   | Atletika   | Muži běh na 400 m                |
| Stříbro | Audrey Brown Barbara Burke Eileen Hiscock Violet Olney                          | Atletika   | Ženy štafeta 4 × 100 m           |
| Stříbro | David Dawnay Bryan Fowler Humphrey Guinness William Hinde                       | Pólo       | Turnaj mužů                      |
| Stříbro | Donald Finlay                                                                   | Atletika   | Muži 110 m překážek              |
| Stříbro | Ernest Harper                                                                   | Atletika   | Muži maratonský běh              |
| Stříbro | Dorothy Odamová                                                                 | Atletika   | Ženy skok vysoký                 |
| Bronz   | Richard Fanshawe Edward Howard-Vyse Alec Scott                                  | Jezdectví  | Jezdecká všestrannost – družstva |
| Bronz   | Harry Hill Ernest Johnson Charles King Ernest Mills                             | Cyklistika | Družstvo mužů stíhací závod      |
| Bronz   | Peter Scott                                                                     | Jachting   | Třída Finn                       |